# Goetz Buchholz

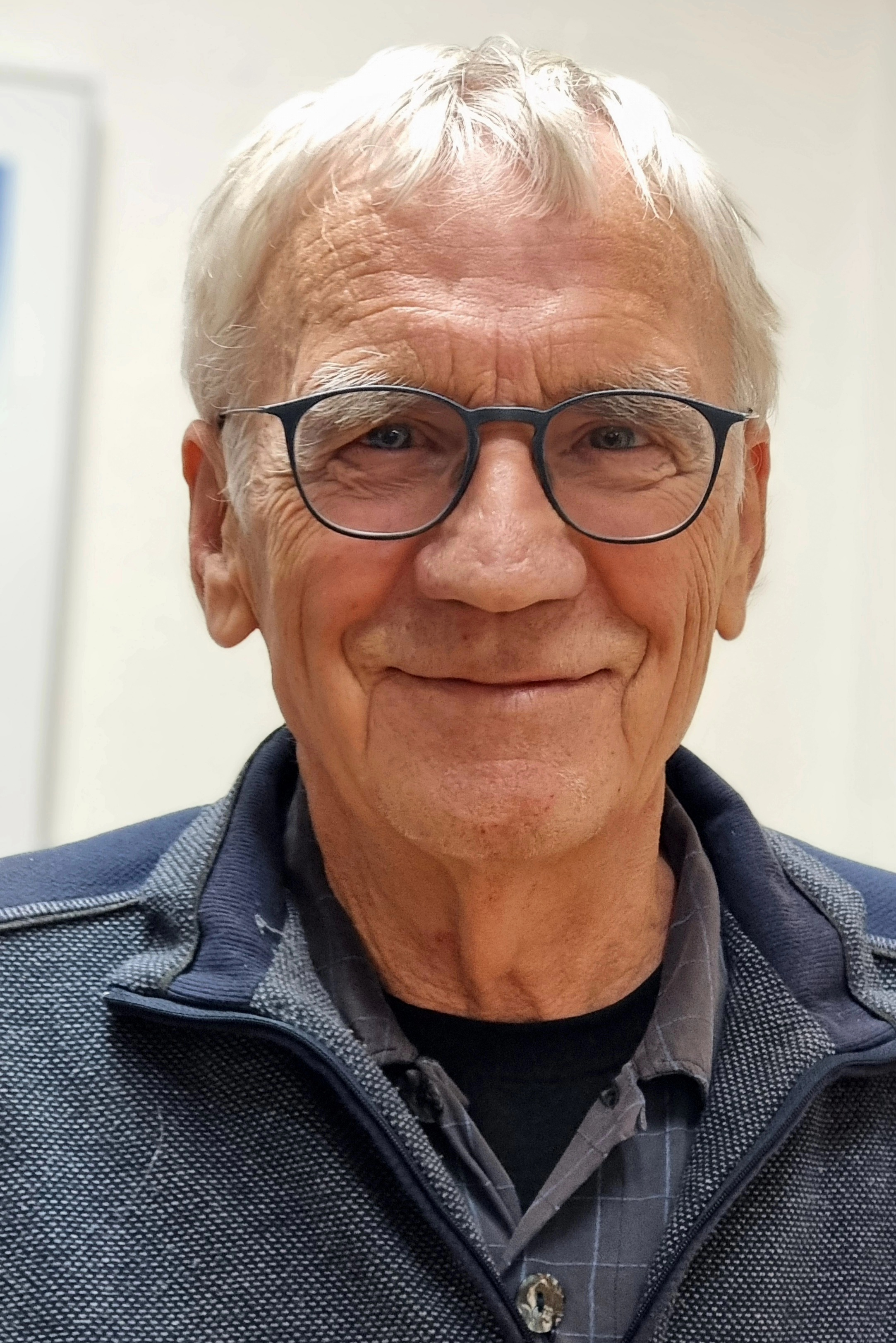
Goetz Buchholz im Oktober 2024

Goetz Buchholz, auch Götz Buchholz, (* 1947 in Göttingen) ist ein deutscher Architekt und Journalist. Der Autor und Kolumnist der Literaturzeitschrift Federwelt spezialisierte sich in seiner Wahlheimat Hannover auf Publikationen über die Geschichte der niedersächsischen Landeshauptstadt sowie über die Geschichte des Landes Niedersachsen, aber auch auf gewerkschaftliche Themen insbesondere rund um die Interessen von „Solo-Selbständigen“ aus den Bereichen Kunst, Medien, IT und Bildung.

## Leben
Aufgewachsen in Stolberg (Rheinland), mit vorübergehendem Wohnort in Waghäusel bei Karlsruhe, absolvierte Goetz Buchholz sein Abitur in Stuttgart, um 1967 anfangs „eigentlich nur zum Studieren nach Hannover“ zu gehen.
Er studierte Architektur an der Universität Hannover, schloss das Studium 1974 als Dipl.-Ing. ab und arbeitete anschließend in verschiedenen hannoverschen Architekturbüros sowie am Institut für Denkmalpflege. Wenige Jahre später begann Buchholz 1979 seine journalistische Tätigkeit, zunächst als Chefredakteur beim StadtMagazin Schädelspalter sowie als freier Mitarbeiter beim Norddeutschen Rundfunk (NDR). 1982 initiierte er – gemeinsam mit anderen Interessierten – die Zeitschrift NaNa – Hannoversche Wochenschau, die er von der Erstausgabe bis zu letzten Nummer redigierte, bevor diese innerhalb eines Jahres aus Geldgründen ihr Erscheinen einstellen musste.
1983 gründeten Goetz Buchholz und Michael Fender das Pressebüro context. Als freier Journalist arbeitete er, später auch gemeinsam mit Bettina Courant und Jens Dudziak, als Korrespondent für niedersächsische Landespolitik für das Magazin Stern, für das sozialdemokratische Blatt Vorwärts sowie für die Nachrichtenagentur Reuters. Viele Jahre lang war Buchholz parallel dazu Mitglied der Landespressekonferenz Niedersachsen.
Auch ehrenamtlich engagierte sich Goetz Buchholz, vor allem bei der Gewerkschaft ver.di, in der er sich mehr und mehr in den Problemfeldern des freien Journalismus und der beruflichen Selbständigkeit spezialisierte, dokumentiert durch zahlreiche Publikationen. Auch für die damaligen Gewerkschaften IG Chemie und IG Metall schrieb er.
Ab 1990 und bis 1996 schrieb Goetz Buchholz als Ghostwriter für politische Werbung, so etwa als Autor von Broschüren oder als Koautor von Werbekampagnen für das Bundesland Niedersachsen, die EXPO 2000, die SPD Niedersachsen oder beispielsweise für die Stadt Hannover. In demselben Zeitraum gab Buchholz seine tagesaktuellen journalistischen Tätigkeiten mehr und mehr auf.
Als neuer Tätigkeitsschwerpunkt entwickelte sich ab 2001 Buchholz’ Mitarbeit bei mediafon, eine vor allem durch Aufträge von ver.di finanzierte GmbH zur beruflichen Beratung von mehr als 30000 „solo-selbständigen“ Gewerkschaftsmitgliedern, aber auch Nicht-Mitgliedern aus den Bereichen Kunst, Medien, IT und Bildung.

## Schriften (unvollständig)
Zu Hannover:
- Goetz Buchholz (Text), Axel M. Mosler (Ill.): Hannover. Bucher, München / Luzern 1989, ISBN 3-7658-0612-9. (Inhaltsverzeichnis online) / Neuauflage 1991?, ISBN 3-7658-0729-X.
- Karl Johaentges, Goetz Buchholz: Bilder aus Hannover. KaJo-Verlag, Hannover 1995, ISBN 3-925544-11-9.
- Goetz Buchholz, Axel Schenck (Fotos): Hannover. (in Lizenz des Südwest-Verlages, München) Falk, Hamburg 1997, ISBN 3-8279-0584-2.
- Goetz Buchholz: Hannover. Geschichten und Geschichte. Landbuch-Verlag, Hannover o. J. (2001?), ISBN 3-7842-0591-7.

Zu Niedersachsen und Landespolitik
- Goetz Buchholz: Niedersachsen. Geschichten und Geschichte. Landbuch-Verlag, Hannover 1998, ISBN 3-7842-0565-8.

Zu gewerkschaftlichen und Selbstständigen-Themen
- Industriegewerkschaft Medien, Druck und Papier, Publizistik und Kunst (Hrsg.), Goetz Buchholz: Ratgeber Freie Publizistik. Journalisten, Fotografinnen, Karikaturisten, Schriftstellerinnen, Übersetzer, Autorinnen. Zeitungen, Zeitschriften, Film, Fernsehen, Literatur, Wissenschaft, PR. (= Schriftenreihe der Industriegewerkschaft Medien, Band 4.) 3., erweiterte Neuauflage mit Übergangsregelungen für die ehemalige DDR (Stand: Ende 1990), Stuttgart 1990.
- IG Chemie, Papier, Keramik (Hrsg.), Goetz Buchholz: Wie würden Sie entscheiden? Arbeitnehmerhaftung in der Praxis. Hannover 1991.
- Goetz Buchholz: Ratgeber Freie, Kunst und Medien. bildende Kunst – darstellende Kunst – Fernsehen – Film – Grafikdesign – Illustration – Journalismus – Kleinkunst – Lektorat – Literatur – Multimedia – Musik – Online-Medien – Rundfunk – Übersetzung – Webdesign. 6., erweiterte Auflage (Stand: 1. April 2002), Berlin 2002, ISBN 3-932349-06-7.
- IG Medien, Fachgruppe Musik (Hrsg.), Goetz Buchholz: Ratgeber für Lehrkräfte an Musikschulen. (= Ratgeber für Lehrkräfte an Musikschulen, Band 3.) 3., erweiterte Auflage, Stuttgart 1999.
- Goetz Buchholz: Arbeitslos. Was tun? Ratgeber für arbeitslose Journalistinnen und Journalisten. (= DJU-Schriftenreihe / Deutsche Journalistinnen- und Journalisten-Union / Journalismus konkret, Band 7.) 3., aktualisierte Auflage, Berlin 2009.
- ver.di (Hrsg.), Goetz Buchholz: Der Ratgeber Selbstständige. (Rechtsstand: Januar 2011) Berlin 2011, ISBN 978-3-9814091-0-9.

Zu weiteren aktuellen und politischen Themen
- Goetz Buchholz: Rechtssicher im Internet. So vermeiden Firmen und Verbraucher Streit. (= RatgeberService der Sparkassen-Finanzgruppe, Sparkassen-Ratgeber-Service: Internet.) 2., durchgesehene und aktualisierte Auflage, Deutscher Sparkassen-Verlag, Stuttgart 2001.
- Goetz Buchholz: Sie können nur billig. Christliche Gewerkschaften und wie sie Arbeitnehmerinteressen verkaufen. (Broschüre über die Arbeitsverträge bei der Christlichen Gewerkschaft Metall (CGM) und der Christlichen Gewerkschaft Deutschlands (CGD)) Frankfurt am Main 2002.